# Kari Lagerspetz
Kari Yrjö Henrik Lagerspetz, född 6 september 1931 i Helsingfors, död 17 januari 2012 i Åbo, var en finländsk zoolog. Han var gift med Kirsti Lagerspetz och far till pianisten Juhani Lagerspetz.
Lagerspetz avlade filosofie doktorsexamen 1960. Han var 1956–1962 assistent vid Åbo universitets zoologiska institution och 1962–1964 forskare vid statens naturvetenskapliga kommission samt 1964–1994 professor i zoologi vid Åbo universitet; forskarprofessor vid Finlands Akademi 1976–1979.
Lagerspetz var en framträdande zoofysiolog som undersökte bl.a. termoadaption hos vattendjur och temperaturregleringens evolution. Han intresserade sig även för biologins historia samt allmänbiologiska (biocybernetiska) frågeställningar, utvecklade i boken Sattumasta säteilyyn (1983).